# Richard Achilles Ballinger

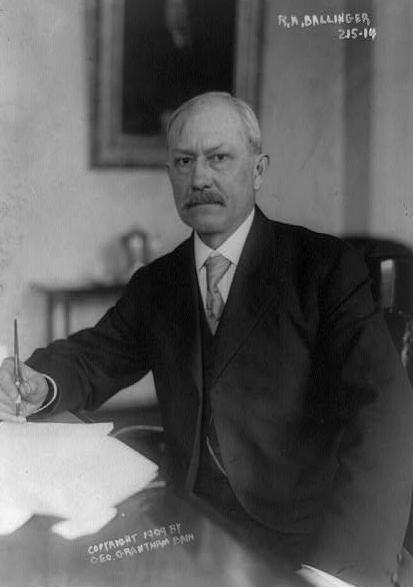
Richard Achilles Ballinger.

Richard Achilles Ballinger (9 de julio de 1858, Boonesboro, Iowa - 6 de junio de 1922, Seattle, Washington) fue  Secretario del Interior de los Estados Unidos desde 1909 hasta 1911.
Cuando fue alcalde de Seattle entre 1904 y 1906, empezó a llamar la atención nacional sobre su persona. En 1907 fue designado comisionado de la Oficina Agraria General y en 1909 se convirtió en secretario de interior. Durante sus dos años en este cargo, intentó hacer los recursos públicos más accesibles para su aprovechamiento privado. 
Estuvo implicado en un esquema fraudulento de reclamo de tierras en Alaska, siendo eximido después de una investigación del Congreso pero renunciando en 1911. Dicho evento dividió a los republicanos entre los conservadores liderados por William Howard Taft y los progresistas leales a Theodore Roosevelt.
- Datos: Q952884
- Multimedia: Richard Achilles Ballinger / Q952884